# Mansa Konko
Mansa Konko is de hoofdplaats van de Gambiaanse divisie Lower River.
Mansa Konko telt ongeveer 300 inwoners. Bij de plaats ligt een 38 meter hoge heuvel met dezelfde naam, hetgeen Koningsheuvel of Regeringsheuvel betekent.